# Amaury Leveaux
Amaury Leveaux (ur. 2 grudnia 1985 w Belfort) – francuski pływak specjalizujący się w stylu dowolnym, mistrz olimpijski (2012), mistrz świata i wielokrotny mistrz Europy, były rekordzista świata na krótkim basenie.

## Kariera pływacka
Do największych sukcesów Leveauxa zalicza się zdobycie mistrzostwa olimpijskiego w 2012 roku w Londynie w sztafecie 4 × 100 m stylem dowolnym. W Londynie Francuz wywalczył również srebrny medal w sztafecie 4 × 200 m stylem dowolnym. Ponadto Leveaux ma w swoim dorobku dwa srebrne medale z igrzysk olimpijskich w Pekinie, na długościach 50 m stylem dowolnym oraz 4 × 100 m stylem dowolnym.
Startując na mistrzostwach świata francuski pływak wygrał trzy brązowe medale, pierwszy w sztafecie 4 × 100 m stylem dowolnym w 2007 roku w Melbourne, a kolejne dwa lata później w Rzymie ponownie w wyścigu 4 × 100 m stylem dowolnym oraz 50 m stylem dowolnym.
Na mistrzostwach Europy na basenie długim Leveaux zdobył łącznie osiem medali, w tym jeden złoty w 2012 roku w Debreczynie w sztafecie 4 × 100 m stylem dowolnym. Podczas mistrzostw Europy na krótkim basenie Francuz wygrał osiem medali, w tym sześć złotych. W 2008 roku w Rijece ustanowił trzy rekordy świata, na 50 m i 100 m stylem dowolnym oraz 50 m stylem motylkowym.

## Rekordy świata
| Data            | Miejsce | Basen      | Konkurencja            | Rezultat | Status                                |
| --------------- | ------- | ---------- | ---------------------- | -------- | ------------------------------------- |
| 11 grudnia 2008 | Rijeka  | 25-metrowy | 50 m stylem dowolnym   | 20,48 s  | do 8 sierpnia 2009                    |
| 13 grudnia 2008 | Rijeka  | 25-metrowy | 100 m stylem dowolnym  | 44,94 s  | do 29 października 2021 Kyle Chalmers |
| 14 grudnia 2008 | Rijeka  | 25-metrowy | 50 m stylem motylkowym | 22,18 s  | do 14 grudnia 2009                    |